# Артамонов, Гавриил
Гаврии́л Артамо́нов (1676, Русское царство — 1756, Российская империя) — московский купец, старообрядец-федосеевец, действовавший в начале XVIII века. Сначала был приверженцем Федосеевского согласия, потом пристал к партии новожон, управляя московскою общиною этого толка, получившего прозвище Гавриловой церкви или Артамоновщины.

## Биография
Гавриил Артамонов родился в 1676 году. Основал в Москве особый толк «гавриловщину». Отделиться от федосеевского согласия заставило его больше всего самомнение. Артамонов сначала распространял федосеевские учения, а затем оказался ярым преследователем прежних друзей, которые враждовали с ним. Павел Любопытный описывал Артамонова как человека вспыльчивого, непокорного, строптивого, «порабощенного страстями мира». Он также указывает на ревностные усилия о вводе в употребление при богослужении «наречного пения», появившегося в Москве в исходе XVII века. Артамонов использовал тексты Св. Писания в защиту своих мнений.
Умер в 1756 году.
Община была известной в Москве, особенно в купеческой среде. В общине насчитывалось более 50 семей, в том числе купцы Заикины, Монины, Алексеевы и др. По настоянию В. Е. Емельянова в общине был принят обряд безсвященнословного брака.